# Antonio Jesús Verdú Tello
Antonio Jesús Verdú Tello (Vejer de la Frontera, 1966) es un político español del Partido Socialista Obrero Español, alcalde de Vejer de la Frontera desde 1995 a 2011.

## Biografía
Fue secretario del PSOE en su pueblo y portavoz en el ayuntamiento de Vejer desde 1991 a 1995.
Ha sido elegido alcalde en 1995, tras ganar su partido con 6 concejales, mientras que otros como el PAP  4 y el PP los mismos que el anterior, siendo elegido alcalde. Renunció a la alcaldía en 2011, tras ganar el Partido Popular con 10, mientras que el PSOE consiguió 6, e Izquierda Unida 1 concejal. 
Por último ha sido jugador de defensa en el CD Vejer Balompié tras el periodo de 1992 a 1993.